# اورت دولمان
اورت دولمان (ایتالیایی: Evert Dolman; ۲۲ فوریهٔ ۱۹۴۶ – ۱۲ مهٔ ۱۹۹۳) دوچرخه‌سوار اهل هلند بود.
وی در مسابقات کشوری و بین‌المللی در مجموع برندهٔ ۲ مدال طلا شده‌است.